# 全英アルバムチャート
全英アルバムチャート（ぜんえいアルバムチャート、UK Albums Chart）はイギリスにおけるアルバム（デジタルを含む）の売り上げチャートである。オフィシャル・チャート・カンパニー（The Official Charts Company、略称：OCC）が編集し、ミュージック・ウィーク誌が75位までのチャートを出版し、オフィシャル・チャート・カンパニー社のサイトでは100位まで発表している。200位まで全て発表しているのはChartsPlusのみである。
全英アルバムチャートに載るためにはアルバムは長さと値段が基準に合致しなければならない。少なくとも5曲以上もしくは25分以上であること、そして廉価盤（バジェット盤）ではないことである。廉価盤とは、卸単価が0.5ポンドから3.75ポンドの間に入るものである。コンピレーションアルバムについても（1989年1月まではメインのアルバムチャートに含まれていた）現在はコンピレーションチャートとして分離されている。詳しいルールについてはオフィシャル・チャート・カンパニーのウェブサイトにて確認できる。
1970年代は最新のアルバムチャートをBBC Radio 1にて木曜日の12時45分に発表していた。それから水曜日の午後6時5分（後に午後6時半）のピーター・パウエルとブルーノ・ブルックスの番組中に変更になった。1987年10月、月曜の昼時に移動し、ゲーリー・デイビスの番組中になった。1993年4月からは彼の日曜午後7時から8時の番組へと移動し、リン・パーソンズが紹介していた。1993年10月からチャートは日曜4時から7時の間放送されるUK Top 40という番組で紹介されるようになった。
2005年、イギリスにおいて1億2620万枚のアルバム売上があった。

## 記録保持者

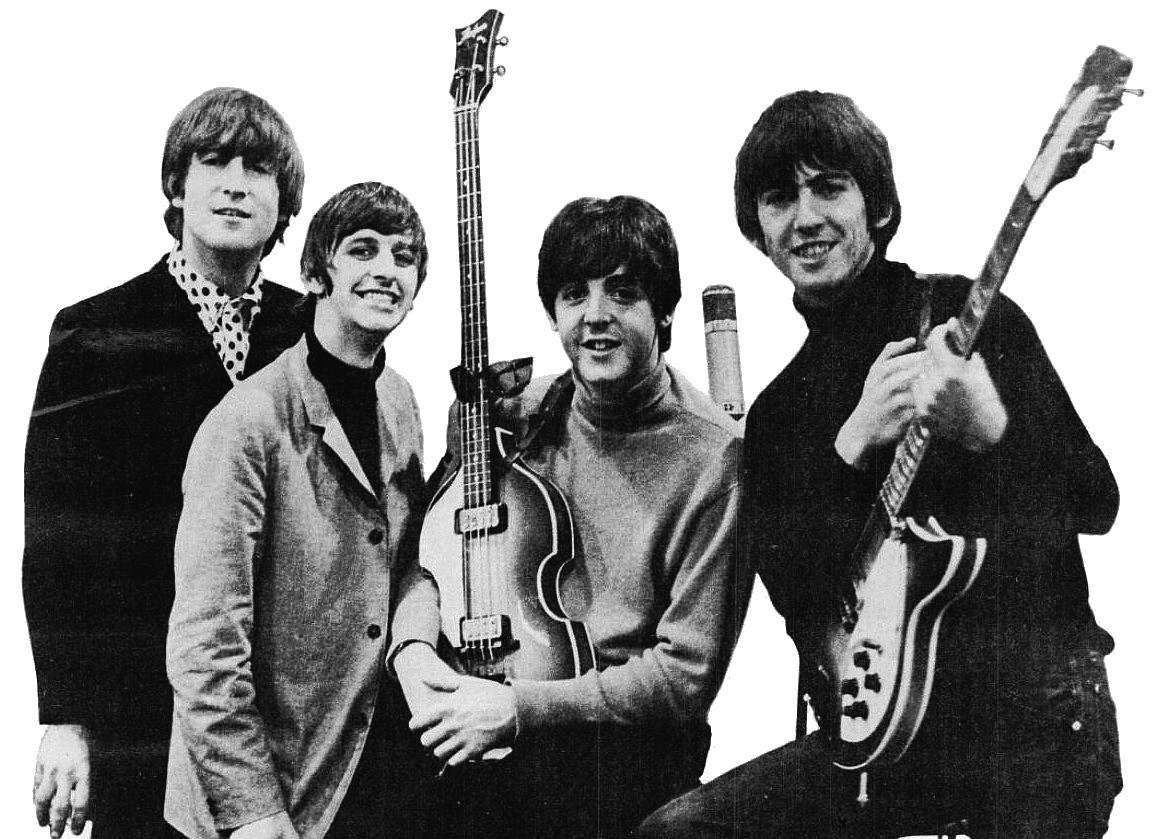
最も1位に輝いた週数が多いビートルズ

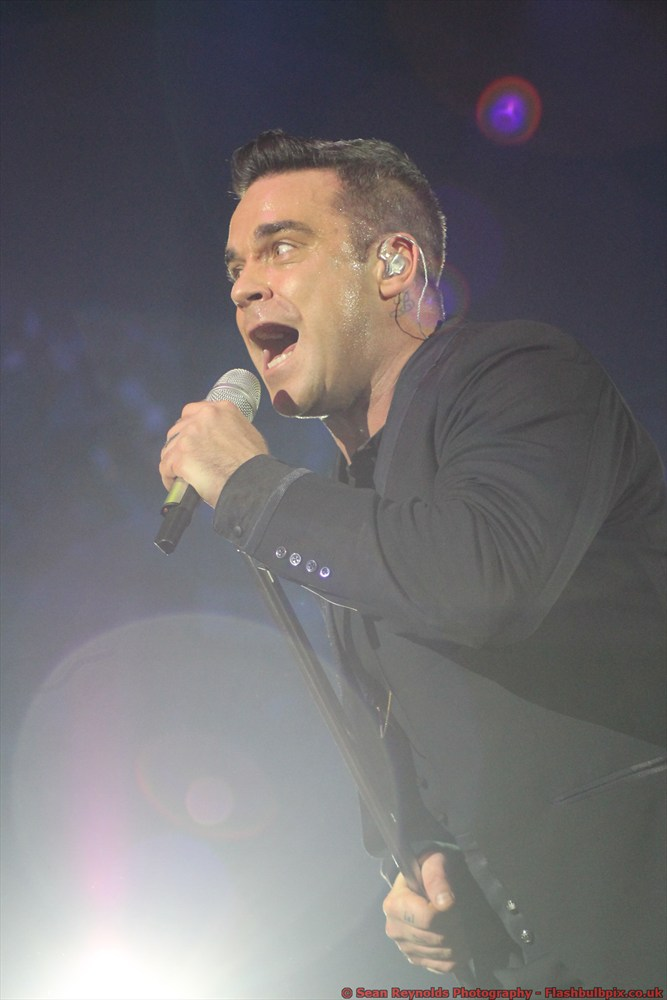
ソロアーティストとして最も首位獲得作を持つロビー・ウィリアムズ

最もチャート上で成功したアーティストはどの時期を選んだかによって左右される。2005年時点で、クイーンのアルバムは全英アルバムチャートに登場した時間がどのアーティストよりも長い。それに続くのがビートルズ、エルヴィス・プレスリー、U2である。しかし、最も1位に輝いた週数が多いアーティストになるとビートルズがリードし、トップテンアルバムの数になるとエルヴィス・プレスリーが最も多くなる。
2022年時点で首位獲得作を最も持つソロ・アーティストはロビー・ウィリアムズ。
ナンバーワンになった週数が最も長いアルバムは連続、非連続ともに、1958年に公開されたミュージカル映画『南太平洋』のサウンドトラックである。1958年11月から1960年3月まで70週連続で1位になり（つまりは1959年1年間ずっと1位だった）、さらに1960年から1961年にかけても1位を取り、1位に登場した週数は合計で115週に上る。
最も若くして1位を取った人物は、ヒット曲「ママに捧げる詩」で知られるスコットランド出身のニール・リードである。ITVのオーディション番組『オポチュニティ・ノックス』で優勝し、1972年にチャートのトップに躍り出たとき、彼はまだ12歳9か月であった。アルバムが1位になった時点で最も若かった女性はアヴリル・ラヴィーンで、2003年に出た『レット・ゴー』が1位を獲得した時点で17歳3か月であった。
チャートに登場した週数が最も長いのはフリートウッド・マックの『噂』である。チャート上に478週登場していた。2番目に長いのはミートローフの『地獄のロック・ライダー』の474週であり、それにクイーンの『グレイテスト・ヒッツ』が続く。
最も早く売れたアルバムはオアシスの『ビィ・ヒア・ナウ』であり、1週目にして66万枚強を売り上げた。女性アーティストのアルバムで最も早く売り上げたのはダイドの『ライフ・フォー・レント』であり、50日間で100万枚を売り上げ、1日目には10万2500枚、1週目に40万351枚売り上げている。